# کمیته امکانات مالی مجلس نمایندگان ایالات متحده آمریکا

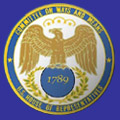
ناموارهٔ کمیته امکانات مالی مجلس نمایندگان ایالات متحده.

کمیته امکانات مالی مجلس نمایندگان ایالات متحده (به انگلیسی: United States House Committee on Ways and Means) کمیته اصلی مالیات‌نویسی در مجلس نمایندگان ایالات متحده آمریکا است.
تمامی امور مالیات‌بندی، تعرفه‌ها و دیگر اقدامات درآمدزا برای دولت آمریکا در حوزه اختیارات این کمیته قرار می‌گیرد.
چند برنامه دیگر که در زمره اختیارات این نهاد قرار دارد عبارت است از:
- امنیت اجتماعی
- کمک‌هزینه بیکاری[۲]
- مدیکر[۳]
- اِعمال قوانین هزینه‌های نگهداری از فرزند[۴]
- کمک موقت برای خانوارهای نیازمند، (یک برنامه رفاه اجتماعی فدرال)
- برنامه‌های شیرخوارگاهی[۵] و فرزندخواندگی

بر پایه قانون اساسی ایالات متحده، تمامی لایحه‌های مربوط به مالیات بایستی از مجلس نمایندگان منشأ یافته باشد و رویه کار این مجلس بدین‌گونه است که تمامی لایحه‌های مالیاتی باید از این کمیته گذر کرده باشد.
عبارت کمیته امکانات مالی از زمان پارلمان قدیم بریتانیا و دوران استعمار بریتانیا در آمریکا برجای مانده‌است و نهادی بوده است که روش‌های ایجاد درآمد برای هزینه‌های جاری دولت می‌یافته است.